# David Chung (Fußballfunktionär)
David Chung (* 13. Juli 1962 in Malaysia) war von 2004 bis 2018 Präsident des papua-neuguineischen Fußballverbandes.
1984 wanderte er nach Papua-Neuguinea aus und wurde 2004 zum Präsidenten des nationalen Fußballverbandes gewählt. Anstelle von Reynald Temarii wurde er 2011 zum Präsidenten der Ozeanischen Fußball-Konföderation (OFC) gewählt und am 1. Juni als Vizepräsident des FIFA-Exekutivkomitees eingesetzt.
Im April 2018 trat er aus persönlichen Gründen als Präsident vom OFC und des papua-neuguineischen Fußballverbandes zurück. Ein Komitee des OFC bereitete eine Untersuchung bezüglich Korruptionsvorwürfen Chung gegenüber vor. Chung wurde schließlich im März 2019 von der FIFA für sechseinhalb Jahre wegen Korruption und Handeln unter Interessenskonflikten gesperrt.